# Table Gateleg
La table gateleg ou table gate-leg est un type de meuble conçu pour la première fois en Angleterre au XVIe siècle. Il s'agit d'une table à abattant, composé d'un plateau fixe et d'un ou deux abattants articulées qui, lorsqu'ils ne sont pas utilisées, se rabattent sous le plateau pour y être suspendues verticalement afin de libérer de la place.

## Histoire
Apparu pour la première fois en Angleterre au XVIe siècle, la table gateleg compte quatre à douze pieds et peut être de forme ovale, ronde, rectangle ou carré. Elle se caractérise par son système de pieds mobiles qui pivotent pour maintenir ouverts et supporter les abattants qui agrandissent ainsi la taille du plateau. Au XVIIIe siècle, ces tables étaient populaires dans les colonies américaines, où des variations locales ont été introduites.

## Galerie de photographies

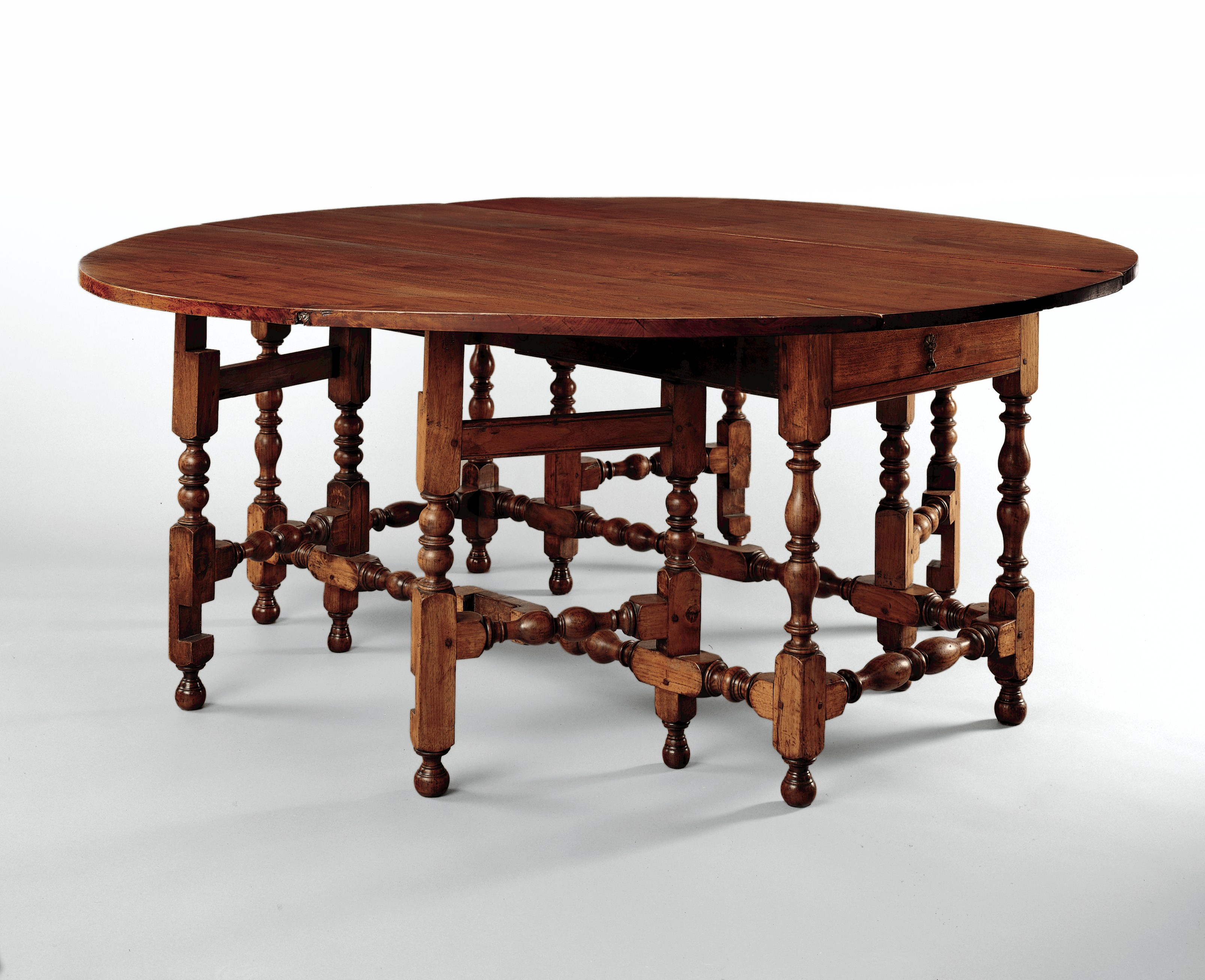
Table gateleg, entre 1690 et 1720, Metropolitan Museum of Art.
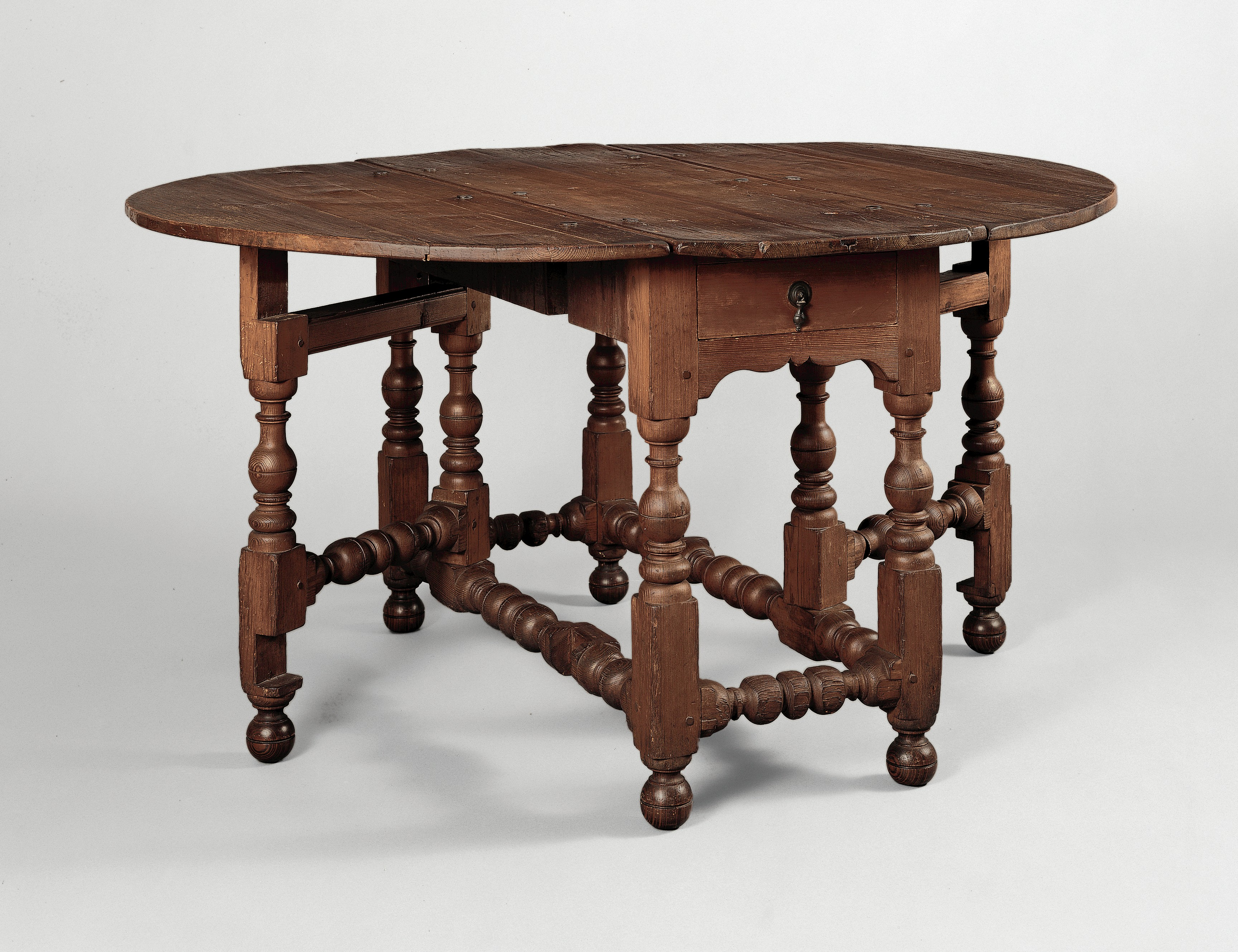
Table gateleg, entre 1700 et 1750, Metropolitan Museum of Art.
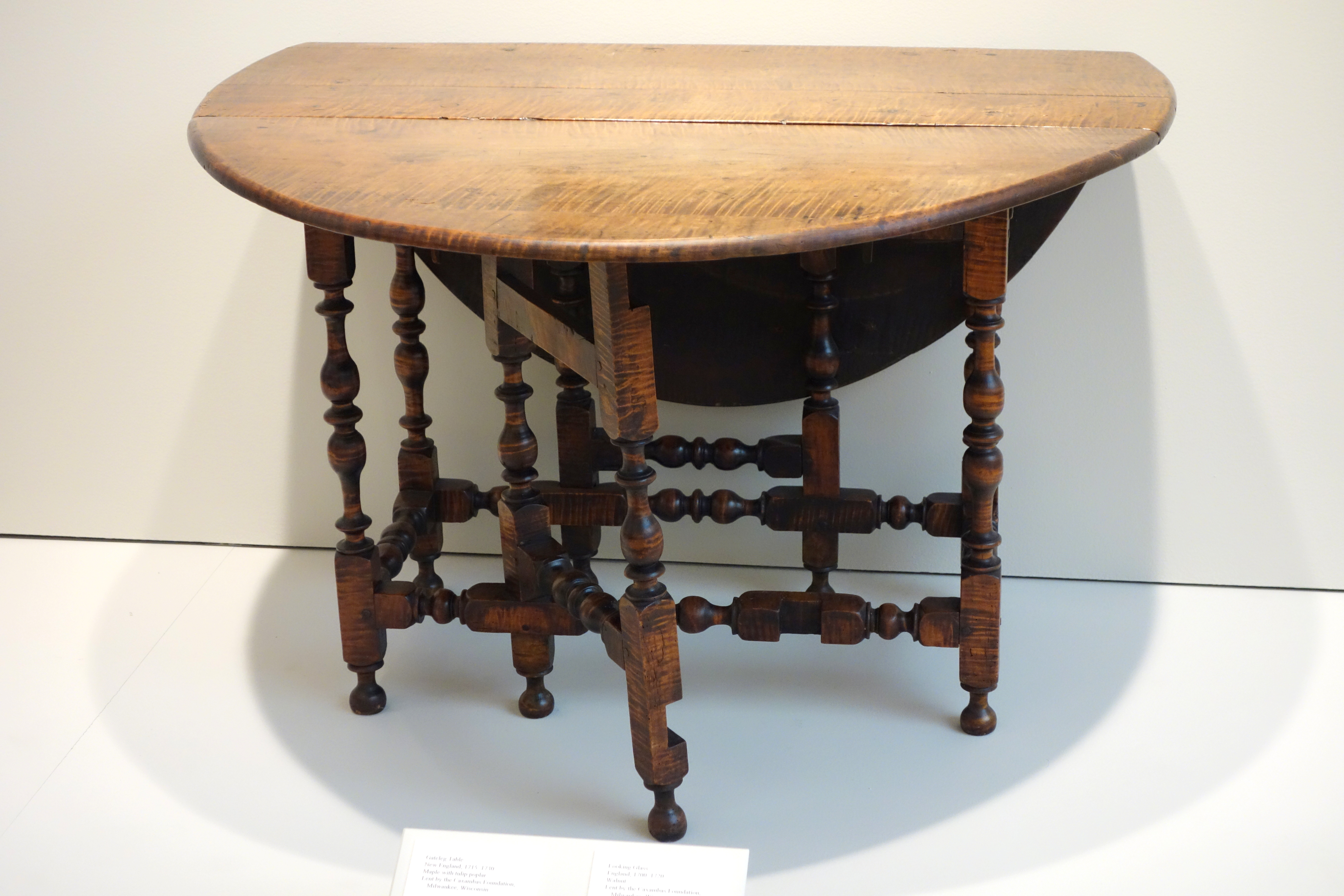
Table Gateleg en érable et tulipier, Nouvelle-Angleterre, 1715-1730, Chazen Museum of Art.
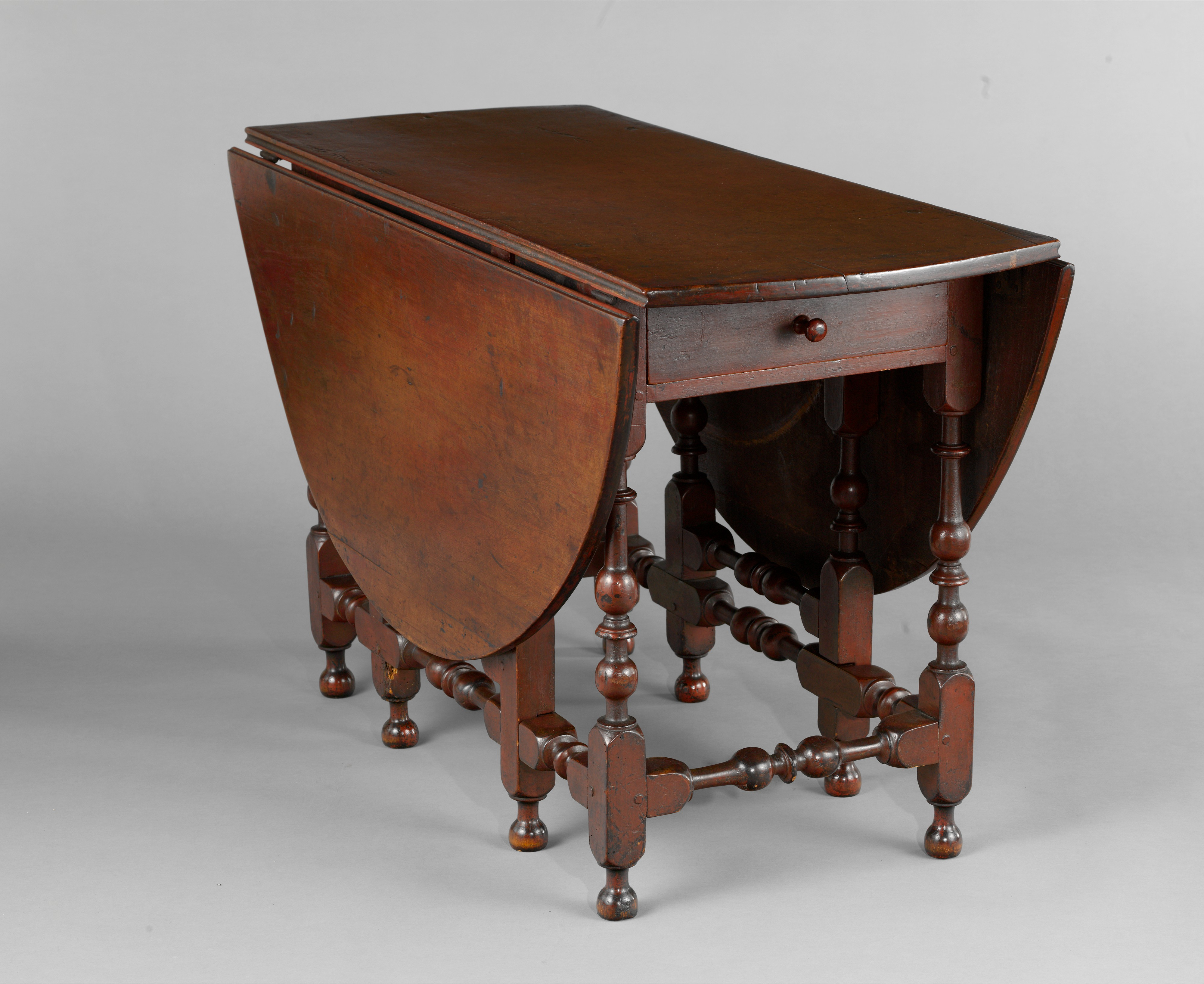
Table gateleg, entre 1715 et 1740, Metropolitan Museum of Art.

## Sources
- Guillaume Janneau, Les styles du meuble anglais, coll. « Que sais-je ? », Presses universitaires de France, 1976
- Richard A. Lyons, Making Miniature Furniture, Dover Publications Inc., 2000